# Ptilogyna wellsi
Ptilogyna wellsi är en tvåvingeart som först beskrevs av Alexander 1950.  Ptilogyna wellsi ingår i släktet Ptilogyna och familjen storharkrankar. Inga underarter finns listade i Catalogue of Life.